# Tachychlora clita
Tachychlora clita là một loài bướm đêm trong họ Geometridae.